# NGC 1761
NGC 1761 est un amas ouvert situé dans la constellation de la Dorade. Cet amas est situé dans le Grand Nuage de Magellan. NGC 1761 été découvert par l'astronome écossais James Dunlop en 1826.
Cet amas est situé dans la région du Grand Nuage de Magellan que l'on a nommé N11. Cette région est peuplée de plusieurs nébuleuses et amas ouverts d'étoiles, dont certains sont des objects du catalogue NGC

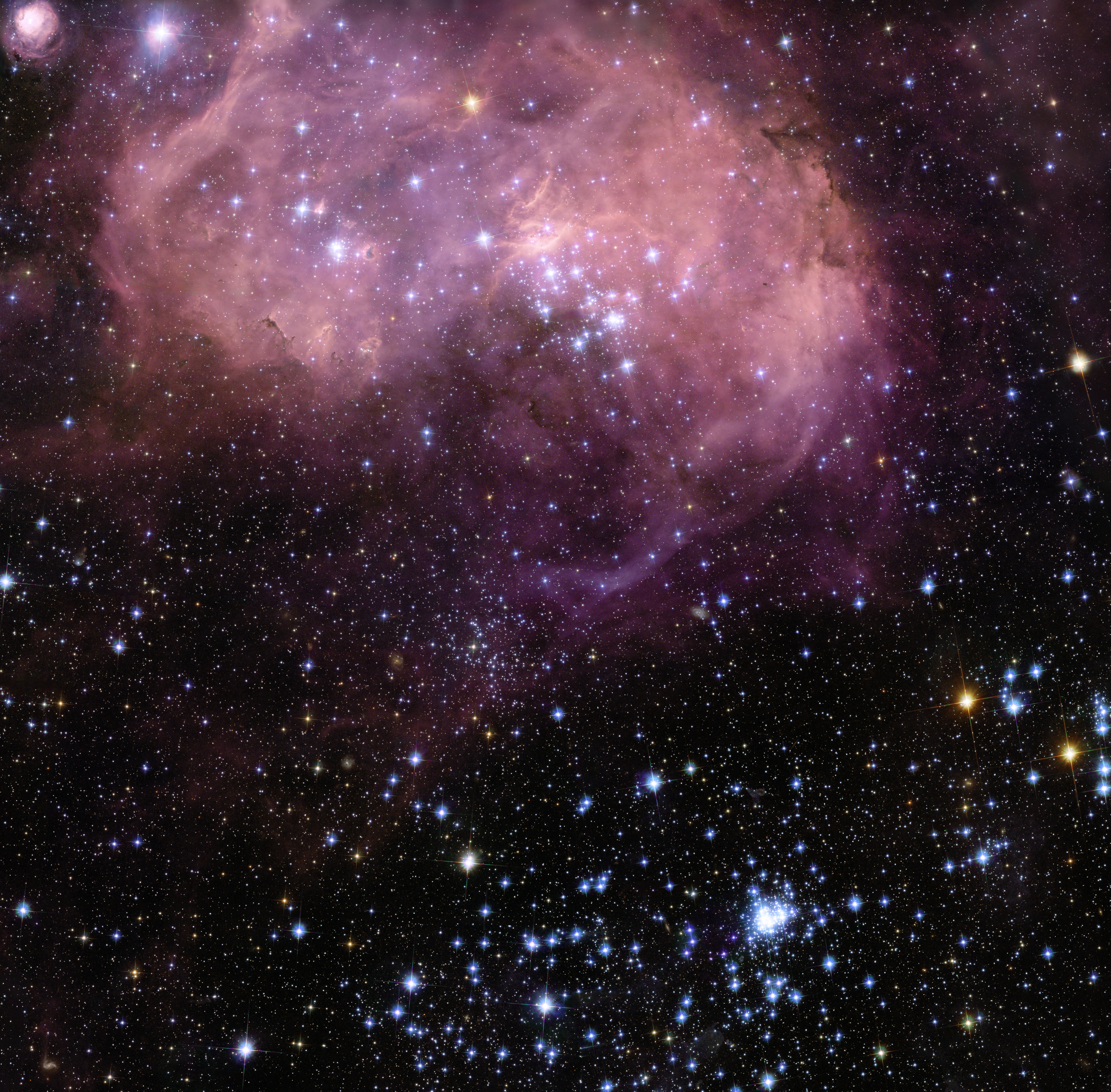
La région N11 dans le Grand Nuage de Magellan par le télescope spatial Hubble.